# Ројал Пајнс (Северна Каролина)
Ројал Пајнс (енгл. Royal Pines) насељено је место без административног статуса у америчкој савезној држави Северна Каролина.

## Демографија
По попису из 2010. године број становника је 4.272, што је 1.062 (-19,9%) становника мање него 2000. године.
| Група             | 2000.         | 2010.         |
| Белци             | 4.986 (93,5%) | 3.882 (90,9%) |
| Афроамериканци    | 185 (3,5%)    | 188 (4,4%)    |
| Азијати           | 57 (1,1%)     | 50 (1,2%)     |
| Хиспаноамериканци | 42 (0,8%)     | 75 (1,8%)     |
| Укупно            | 5.334         | 4.272         |